# Wilson-Nunatakker
Die Wilson-Nunatakker sind eine unregelmäßige Kette von Nunatakkern in der südöstlichsten Ausdehnung im westantarktischen Ellsworthland. Sie ragen in der Heritage Range auf, der südlichen Hälfte des Ellsworthgebirges.
Die Nunatakker – Felsen, die aus dem umliegenden Eis herausragen – erstrecken sich über eine Länge von etwa 8 Meilen (umgerechnet 12,9 Kilometer) in West-Ost-Richtung zwischen den Douglas Peaks im Westen und der eisgefüllten Bucht Hercules Inlet im Osten. Der östlichste Nunatak der Kette ist der Fusco-Nunatak (im Geographic Names Information System, der Datenbank des United States Geological Survey, irrtümlich als westlichster Nunatak aufgeführt).
Ihren Namen erhielten die Wilson-Nunatakker von einer Forschungsexpedition der University of Minnesota, die dieses Gebiet im Sommer 1964–65 besuchte. Sie benannten sie nach Chief Warrant Officer Kenneth Wilson, einem Piloten des 62nd Transportation Detachment, der die Expedition unterstützt hatte.